# Схизма
Схизма означава разкол/разделение в религиозна организация – църква или др.
Велика схизма може да се отнася за:
- Източно-западната схизма – разкол между православието и католицизма от 1054 г.
- Папската схизма – разкол в католическата църква от 1378 г.

а също така за:
- Схизмата против Българската православна църква (16 септември 1872 г. – 22 февруари 1945 г.)

## Разкол
В Християнството се използва и думата разкол за административно или канонично разделение. Най-често се свързва с административно отделяне на част от духовенството от установена църква, вследствие на изпадане в ерес или заради непризнаване на духовно ръководство. Разкол има в Украинската, Молдовската и Българската православна църква.